# 佛朗哥·焦尔杰蒂
佛朗哥·焦尔杰蒂（義大利語：Franco Giorgetti，1902年10月13日—1983年3月18日），意大利男子自行车运动员。他曾代表意大利参加1920年夏季奥林匹克运动会自行车比赛，获得男子团体追逐赛金牌。